# 今野泰幸
今野 泰幸（こんの やすゆき、1983年1月25日 - ）は、宮城県仙台市太白区出身のプロサッカー選手。関東サッカーリーグ・南葛SC所属。ポジションはミッドフィールダー（守備的MF）、ディフェンダー（センターバック、左サイドバック）。元日本代表。

## 経歴

### プロ入り前
小学校1年時からサッカーを始めた。サッカー強豪校の東北高等学校には、スポーツ特待生に入れず 一般受験で進学したが ここで頭角を現し宮城県選抜 に選ばれ富山国体への出場、東北高では全国選手権への出場を経験。ナショナルトレセンやユース代表候補合宿への参加もあったが、プロクラブからの勧誘の対象にはならず、卒業後は地元のソニー仙台への加入が内定していた。
しかし、コンサドーレ札幌に練習参加する機会を得て、コンサドーレ監督の岡田武史の注目するところとなり、同クラブと契約。コンサドーレへの入団内定後に出場した高3冬の全国選手権ではベスト8に進出した。
岡田は著書内にて、今野が札幌へ入団した経緯について次のように記している。サッカー協会のトレセンコーチから電話があり「いい選手がいるのですが、Jリーグのチームどこも興味を示さないのです」と伝えられた岡田は今野のプレイが収録されたビデオを視聴する。「高校生で、こんなに厳しいアプローチができる選手がいるんだと目が釘付けになりました」と評し今野にコンタクトを取るも、前述の通り今野はソニー仙台への入団が内定していた。今野の両親も「うちの子は大したことないので、安定した会社勤めを」とプロ入りには後ろ向きだったという。しかし岡田はソニー仙台の監督に「彼の将来のためにも」と直談判し、今野本人を説得した末、コンサドーレ入団へと至った。

### コンサドーレ札幌
札幌では、監督の岡田からボールホルダーへの素早いアプローチとボール奪取能力を評価され、加入初年度の2001年から先発出場の機会を得た。さらに2001 FIFAワールドユース選手権に出場するU-20日本代表に飛び級で選出されレギュラーポジションを獲得したものの、本大会直前の怪我により自身の出場を逃した。
2002年には主軸として期待され背番号が4に変更された。同年、U-19日本代表に招集され、AFCユース選手権・カタール大会にキャプテンとして出場し 準優勝に貢献。一方、札幌では新たに監督に就任した柱谷哲二によりレギュラーとして起用されたがチームは苦戦を強いられ、自身もシーズン途中での監督交代やリーグ最下位でのJ2降格（代表招集中に降格が決定）も味わった。
2003年12月にはU-20日本代表として、FIFAワールドユース選手権・UAE大会に出場。

### FC東京
2004年に「J1であること」、「若手の出場機会が多い」、「まだタイトルを取った事が無いチームで、チームと共に成長できると思った」ことが決め手となり、J1のFC東京に完全移籍した。前年末のワールドユースが終了してすぐの 1月からはU-23日本代表に飛び級で招集され、アジア地区最終予選では代表チームでただ一人全6試合にフル出場しアテネオリンピック出場に貢献。8月のオリンピック本大会にも出場した。同年のヤマザキナビスコカップ決勝では、FC東京のセンターバックであるジャーンが退場し1人でボランチを任されることになったが、延長戦を含む100分近い時間を守りきり、PK戦の末自身にとってもクラブとしても初のタイトル獲得を果たした。
当時のFC東京監督を務めた原博実は今野の守備力、特にボール奪取能力について「間合いの取り方も、相手への体の入れ方もうまいし、ファウルしないでボールを奪える。日本人離れしている」と絶賛した。また、原からは攻撃面の能力を見出され、2005年には自己最多となるリーグ戦7得点を記録。同年12月のJ1最終節では後半ロスタイムに同点ゴールを決め、結果的にセレッソ大阪の優勝を阻止した。ただし原は、自分で守りきれる能力があるために声を出して味方を動かすことができていない、と欠点も挙げており、今野に声を出させるためにボランチのパートナーを外す布陣を敷くこともあった。
2005年7月、東アジアサッカー選手権において日本代表に初選出され、同大会の中国戦で国際Aマッチ初出場を記録した。同年末、イタリア・セリエAのUSレッチェから興味を持たれていたが、12月の天皇杯浦和レッドダイヤモンズ戦で左膝内側側副靱帯を損傷してしまう。イタリアに渡り診察を受けたものの、レッチェが想定する以上の重症だったことから 正式オファーには至らなかった。
2006年10月、日本代表に選出され、ガーナ戦で代表では初めてとなるディフェンダーとして右センターバックのポジションでフル出場した。11月のサウジアラビア戦ではフォワードのヤセル・アル＝カフタニのマークにつく一方で、果敢なオーバーラップから2点目をアシストし、3点目の起点となるパスを配球。いずれも我那覇和樹の得点を導いた。これ以後もオシムは「好みではないポジションも喜んでやる準備ができている」 と今野を高く評価し、サイドバックなど複数のポジションで起用した。
2007年12月初頭の天皇杯開催中に、今野の代理人である西真田佳典の売り込みにより、浦和レッズ、ガンバ大阪、名古屋グランパスエイトと移籍交渉を行なっていると報道されたが、FC東京の次期監督就任が発表された城福浩と面談しチーム構想や強化方針に共感し、12月29日に残留が発表された。この際の契約を経て今野はFC東京の最高年俸日本人選手となった。
2009年は第9節よりセンターバックにコンバートされ、玉際の強さや優れたカバーリングを発揮。さらに両足でのフィード力を活かして同じくCBのブルーノ・クアドロス、ボランチの梶山陽平らとFC東京のポゼッションサッカーの起点となった。
オシム退任後、日本代表監督となった岡田武史は今野を「ユーティリティーがあって貴重な選手」と評し 常に代表に選出。2010年に開催されたワールドカップ・南アフリカ大会日本代表メンバーにも選出し、宮城県出身選手として初となるワールドカップ日本代表選手となった。本大会直前に行われたコートジボワールとの親善試合で左膝靭帯損傷の怪我を負ったものの、懸命のリハビリを行い本大会に間に合わせ、グループリーグ第3戦のデンマーク戦において途中出場を果たしたが、本大会での出場はこの1試合に終わった。
この年、FC東京監督の城福は今野を「日本でトップ・オブ・センターバック」と評し、中盤の選手に負傷離脱が相次いだ中でもセンターバックに据え続けた。また、ボランチとしては前方へのパスを出す能力に課題があるがダイナミズムを出せるとして、より攻撃に比重をかけたい状況になった場合には、控えディフェンダーを投入するなどして今野を中盤に上げるという起用法を採っていたが 結果は伴わず、札幌所属時以来2度目のJ2降格を経験。
岡田の後任として日本代表監督に就任したアルベルト・ザッケローニは、初采配となった2010年10月8日のアルゼンチン戦以降全試合で今野をセンターバックとしてスタメン起用した。2011年1月に開催されたAFCアジアカップでは、ザッケローニからディフェンス陣のリーダーに指名され、同じくセンターバックの吉田麻也をリードし 経験の少ない守備陣を統率。全試合にフル出場し（日本代表では今野と長友佑都のみ）、日本代表の優勝に貢献した。
2011年はキャプテンに就任。J2最少失点となる堅守を築き、1年でのJ1復帰を達成。同年のJリーグアウォーズにてJ2 Most Exciting Playerの初代受賞者として表彰された。また、主将の大役を任されたことでチーム全体へ目を向け、原から指摘された「声」についても積極的になり、自身の殻を破る1年となった。天皇杯決勝の京都サンガF.C.戦では、先制を許した直後に同点ゴールを決め、チームの天皇杯初優勝に貢献。代表では11月11日の2014 FIFAワールドカップ・アジア3次予選タジキスタン戦で国際Aマッチ初得点を記録した。

### ガンバ大阪
2012年、「一段階も二段階も上がっていかなきゃいけない」とさらなるチャレンジを目指すため、ガンバ大阪へ完全移籍。ブラジルワールドカップ予選では、日本代表のワールドカップ出場に貢献した。7月21日、カシマスタジアムで行なわれた東日本大震災復興支援 2012Jリーグスペシャルマッチでは、被災地選抜チーム「Jリーグ TEAM AS ONE」（ベガルタ仙台・鹿島アントラーズの選手と東北地方出身選手による混成チーム）の一員として出場した。この年、G大阪は深刻な不振に陥り、失点数はリーグワースト2位を記録してしまうなど シーズン通して守備陣を統率できず、自身3度目のJ2降格を喫した。
2013年、日本代表との並行日程のためリーグ戦の約4分の1ほどを欠場したが、センターバックとボランチを並行してプレーし、それぞれのポジションで安定したプレーを披露して、G大阪のJ2優勝と1年でのJ1復帰に貢献した。
2014年、G大阪では前年に引き続きボランチでの起用が続いたが、代表との役割の違いから本調子とは程遠い状態が続き、チームもW杯ブラジル大会中断前は降格圏の16位に低迷してしまう。第8節大宮戦では途中出場で決勝ゴールを決めたが、自身が投入された直後に同点にされたことで試合後には「舌を噛んで死にたいと思いました。本当に」とコメントするなど精神的にも追いつめられていた。5月、W杯ブラジル大会の日本代表メンバーに選出されたが、直前の親善試合や第1戦コートジボワール戦はスタメンから外れる。第2戦ギリシャ戦と第3戦コロンビア戦はスタメンで起用されたが、コロンビア戦では自身のファウルで相手にPKを献上してしまうなど、クラブでの不調からの脱却ができずチームもグループリーグ敗退となった。中断明け以降、ボランチに専念し遠藤保仁と共に中盤を締め、攻撃面でも間接的に絡むプレーを見せるなど自身が「人生最大のスランプ」と語った不調を払拭する好パフォーマンスを発揮。11月にはハビエル・アギーレ体制となった日本代表にW杯以来となる復帰を果たし、11月18日の親善試合オーストラリア戦ではボランチとして出場し自身3年ぶりとなる代表での得点を決めた。自身の復調と共にG大阪も後半戦は猛烈な巻き返しを見せ、昇格1年目でのJ1優勝を果たし、さらにはG大阪の国内三冠達成に大きく貢献した。
2015年、1月にオーストラリアで行われたAFCアジアカップ2015ではグループリーグのイラク戦で左太もものハムストリング肉離れで戦線離脱し、2月のキャンプには復帰するもまたも同じ左太ももを故障し2015年シーズン開幕に間に合わなかった。自身が離脱中、チームは公式戦2分3敗と低空飛行を続けるも、4月上旬に復帰しその後は安定したプレーを見せ、G大阪の復調を支えた。CS準決勝浦和戦では先制ゴールを決め決勝進出に貢献。決勝の広島戦では第1戦・第2戦共にセットプレーからゴールを決めるもいずれも勝利には結びつかず後一歩でリーグ連覇を逃した。天皇杯決勝浦和戦では試合開始早々に米倉恒貴が負傷交代したことで右サイドバックを務めることになり、勝ち越した後半は浦和の猛攻を受けるもこれを耐え抜き天皇杯連覇を達成した。
2016年、シーズン序盤はセンターバックに怪我人が相次いだことで第3節の大宮アルディージャ戦ではセンターバックとして出場した。
2017年はインサイドハーフが主戦場となった。3月23日に約2年ぶりに代表復帰を果たし、ワールドカップ最終予選のUAE戦ではスタメン出場で約2年半ぶりとなる代表でのゴールを決めた。しかし、この試合で左足小指を骨折し、途中離脱となってしまった。負傷が癒えてから、6月4日の磐田戦で2ヶ月半ぶりの実戦復帰を果たし、その試合30分間だけのプレーだったが、UAE戦の活躍もありハリルホジッチの信頼も厚く、負傷明けすぐに招集された。6月7日、負傷明け2試合目となったシリア戦にスタメンで出場し、代表2試合連続となる得点も挙げた。7月29日、第19節のセレッソ大阪戦で、史上15人目となるJ1リーグ通算400試合出場を達成した。
2018年、シーズン開幕前に右足を負傷し、第4節の柏レイソル戦で今季初出場を果たしたものの、その後離脱を繰り返し、5月22日に右足関節前方インピンジメント症候群で手術を受けた。ハリルホジッチが解任され、日本代表監督になった西野朗からW杯ロシア大会に向けたメンバーリストに選出されていたが、怪我の影響もあり3大会連続のW杯メンバー入りは叶わなかった。W杯後も怪我で試合に出場出来なかったが、8月26日に行われたJ3リーグのY.S.C.C.横浜戦にガンバ大阪U-23のオーバーエイジ枠として出場し、その復帰戦で得点も挙げた。チームはJ2降格圏内にいたが、今野が復帰後はチームが勝ち出し、21年ぶりの9連勝を達成してJ1残留を決めた。

### ジュビロ磐田
2019年 7月、ジュビロ磐田への完全移籍が発表された。8月3日に行われたベガルタ仙台戦でスタメンで移籍後初出場を果たすと、前半32分に移籍後初ゴールも挙げた。しかし、その後は順位は上がらず自身4度目となるJ2降格となった。11月にトレーニング中に腰痛を自覚し、腰椎椎間板ヘルニア、嚢腫に診断を受け12月に手術を行う。そのため、次期前半戦は欠場となった。
2020年6月、引退も考えるほどの怪我から復帰。10月28日の東京V戦で右膝内側側副靭帯損傷のため、手術を受け2021年1月まで欠場した。同年は9月にフベロ監督が辞任、鈴木監督に代わるなどJ1昇格は果たせなかった。
2021年は、シーズン序盤はフル出場を続けていたが、5月以降は途中出場が多く、スーパーサブの役割を担いチームのJ1昇格・J2優勝に貢献。シーズン終了後、契約満了が発表された。

### 南葛SC
2022年1月25日、南葛SCに入団を発表。

## プレースタイル
ボールホルダーへの素早いアプローチとボール奪取能力を武器とし、スピード、球際や対人戦の強さ、カバーリング能力に優れている。危機察知能力も抜群で、様々な場面で安定した対応を見せる。またパスセンスもありビルドアップに長け、攻撃の起点にもなることができる。2009年に今野をセンターバックに固定して起用した城福浩は、「トップ・オブ・センターバック」とその能力を高く評している。
本来のポジションである守備的MF（ボランチ）、日本代表で務めていたセンターバックに加え、両サイドバックをこなすことができ、守備のユーティリティープレイヤーでもある。豊富な運動量と国際経験も武器としたタフな選手である。一方で、身長は178cmと絶対的な高さはない。

## 人物
- 高校二年生当時、スクワットの計測値がその世代で全国トップ3に入るほどで、当たり負けすることがなかったという[79]。当時の測定記録には206kgの記録が残っている。
- 2009年1月4日、読者モデルの経験がある一般女性との入籍を発表[80]。2011年8月23日、第1子の長男が誕生[81]。
- 生真面目な性格から、日本代表時代、クラブでもイジられ役として親しまれた[1][82]。
  - 2010年のスイスでの代表合宿中、一部メンバーがアルプス観光に赴いたが、中澤佑二らから雪合戦の標的にされた[83]。
- 国内公式戦に1分でも出場したらワクチンを提供するというチャリティー活動を行っている[84][85]。今野は毎年夏に「今野カップ」という、今野自らがスポンサーとなって子ども達を招待するサッカーイベントを開催し、このイベントも「世界の子どもにワクチンを」の活動主旨に賛同している[86]。「今野カップ」は身近な事から社会貢献が出来ることを学んでもらうことを目的として、参加チームはペットボトルのキャップを集めてワクチンに変える社会貢献活動も行うことが恒例となっている。
- 2010 FIFAワールドカップで着用したユニフォームは、選手全員のサインを添えて、日本代表専属シェフの西芳照へ贈られた[87]。西は翌年に回想録を出版。今野のユニフォームが表紙を飾っている[88]。
- 南アフリカワールドカップから帰国した2010年7月1日、日本代表選手団の記者会見中、突然岡田武史元監督から「それより今野が話したいことがあると言っているので」と促され、「物まねをやります。闘莉王さんの物まねです」とコメント。元日本代表DF田中マルクス闘莉王氏のモノマネを披露し、「あつまれーー!!」と闘莉王に似せた野太い声を張り上げると、会見場は大爆笑に包まれた[89]。
  - このモノマネは大きな反響を呼び、当時所属のFC東京携帯サイトや携帯電話向け音楽配信サイト「レコチョク」で着ボイス配信された[90][91] ほか、代表で共に戦った長谷部誠と長友佑都が対戦出演したフジテレビ系「食わず嫌い王決定戦」内でも木梨憲武がこのモノマネについて触れ、ワイプ画面にてモノマネ中の今野の姿が流されるなど一時話題の出来事となった。
  - 今野はその後、モノマネについて「W杯以降、闘莉王さんと連絡を取っていないから怒られるかも」と弱気な発言もしていた。闘莉王は8月8日に行なわれたFC東京との対戦を前に「勝たせてくれるなら許してやる」とジョークを飛ばし、さらに「みんなが（モノマネで）喜んでくれればいいよ」「コンちゃん（今野）とは仲いいしね」とコメントしている[92]。
- 2012年10月12日に行われたフランスとの親善試合ではCKからボールを奪い、50〜60mほどの長い距離をドリブルで独走するカウンターを仕掛け決勝点を導いたが[93]、海外の多くのメディアがこのゴールの得点者を、本来の香川真司ではなく今野であると誤報するほどのインパクトを残した[94]。

## 所属クラブ
- 上野山FC（仙台市立上野山小学校[11]）
- 1995年 - 1997年 仙台市立山田中学校[11]
- 1998年 - 2000年 東北高等学校
- 2001年 - 2003年 コンサドーレ札幌
- 2004年 - 2011年 FC東京
- 2012年 - 2019年7月ガンバ大阪
- 2019年7月 - 2021年 ジュビロ磐田
- 2022年 - 南葛SC

## 個人成績
| 国内大会個人成績 | 国内大会個人成績 | 国内大会個人成績 | 国内大会個人成績 | 国内大会個人成績 | 国内大会個人成績 | 国内大会個人成績 | 国内大会個人成績 | 国内大会個人成績 | 国内大会個人成績 | 国内大会個人成績 | 国内大会個人成績 |
| 年度             | クラブ           | 背番号           | リーグ           | リーグ戦         | リーグ戦         | リーグ杯         | リーグ杯         | オープン杯       | オープン杯       | 期間通算         | 期間通算         |
| 年度             | クラブ           | 背番号           | リーグ           | 出場             | 得点             | 出場             | 得点             | 出場             | 得点             | 出場             | 得点             |
| 日本             | 日本             | 日本             | 日本             | リーグ戦         | リーグ戦         | リーグ杯         | リーグ杯         | 天皇杯           | 天皇杯           | 期間通算         | 期間通算         |
| ---------------- | ---------------- | ---------------- | ---------------- | ---------------- | ---------------- | ---------------- | ---------------- | ---------------- | ---------------- | ---------------- | ---------------- |
| 2001             | 札幌             | 26               | J1               | 17               | 0                | 1                | 0                | 1                | 1                | 19               | 1                |
| 2002             | 札幌             | 4                | J1               | 22               | 0                | 2                | 0                | 1                | 0                | 25               | 0                |
| 2003             | 札幌             | 4                | J2               | 26               | 2                | -                | -                | 0                | 0                | 26               | 2                |
| 2004             | FC東京           | 6                | J1               | 26               | 4                | 7                | 1                | 3                | 0                | 36               | 5                |
| 2005             | FC東京           | 6                | J1               | 34               | 7                | 6                | 1                | 2                | 0                | 42               | 8                |
| 2006             | FC東京           | 6                | J1               | 28               | 5                | 6                | 0                | 2                | 0                | 36               | 5                |
| 2007             | FC東京           | 6                | J1               | 33               | 5                | 6                | 1                | 3                | 1                | 42               | 7                |
| 2008             | FC東京           | 6                | J1               | 32               | 4                | 2                | 0                | 3                | 0                | 37               | 4                |
| 2009             | FC東京           | 6                | J1               | 34               | 2                | 5                | 0                | 0                | 0                | 39               | 2                |
| 2010             | FC東京           | 6                | J1               | 34               | 5                | 3                | 0                | 3                | 0                | 40               | 5                |
| 2011             | FC東京           | 6                | J2               | 33               | 1                | -                | -                | 4                | 1                | 37               | 2                |
| 2012             | G大阪            | 15               | J1               | 33               | 2                | 2                | 0                | 5                | 0                | 40               | 2                |
| 2013             | G大阪            | 15               | J2               | 32               | 4                | -                | -                | 0                | 0                | 32               | 4                |
| 2014             | G大阪            | 15               | J1               | 33               | 2                | 7                | 0                | 6                | 0                | 46               | 2                |
| 2015             | G大阪            | 15               | J1               | 31               | 3                | 4                | 0                | 4                | 0                | 39               | 3                |
| 2016             | G大阪            | 15               | J1               | 33               | 4                | 3                | 0                | 2                | 1                | 38               | 5                |
| 2017             | G大阪            | 15               | J1               | 24               | 2                | 4                | 0                | 2                | 0                | 30               | 2                |
| 2018             | G大阪            | 15               | J1               | 14               | 0                | 1                | 0                | 0                | 0                | 15               | 0                |
| 2019             | G大阪            | 15               | J1               | 10               | 0                | 5                | 0                | 0                | 0                | 15               | 0                |
| 2019             | 磐田             | 2                | J1               | 5                | 1                | -                | -                | 0                | 0                | 5                | 1                |
| 2020             | 磐田             | 2                | J2               | 6                | 0                | -                | -                | -                | -                | 6                | 0                |
| 2021             | 磐田             | 2                | J2               | 23               | 0                | -                | -                | 3                | 0                | 26               | 0                |
| 2022             | 南葛             | 15               | 関東1部          | 10               | 0                | -                | -                | -                | -                | 10               | 0                |
| 2023             | 南葛             | 15               | 関東1部          | 14               | 0                | -                | -                | -                | -                | 14               | 0                |
| 2024             | 南葛             | 15               | 関東1部          | 16               | 0                | -                | -                | -                | -                | 16               | 0                |
| 2025             | 南葛             | 15               | 関東1部          |                  |                  | -                | -                | -                | -                |                  |                  |
| 通算             | 日本             | 日本             | J1               | 443              | 46               | 64               | 3                | 37               | 3                | 544              | 52               |
| 通算             | 日本             | 日本             | J2               | 120              | 7                | -                | -                | 7                | 1                | 127              | 4                |
| 通算             | 日本             | 日本             | 関東1部          | 40               | 0                | -                | -                | -                | -                | 40               | 0                |
| 総通算           | 総通算           | 総通算           | 総通算           | 603              | 53               | 64               | 3                | 44               | 4                | 711              | 56               |

その他の公式戦
| 2018   | G大23  | 15     | J3     | 1 | 1 | 1 | 1 |
| 通算   | 日本   | 日本   | J3     | 1 | 1 | 1 | 1 |
| 総通算 | 総通算 | 総通算 | 総通算 | 1 | 1 | 1 | 1 |

- 2015年
  - Jリーグチャンピオンシップ 3試合3得点
- 2016年
  - スーパーカップ 1試合0得点
- 2022年
  - 全国社会人サッカー選手権大会 1試合0得点
- 2024年
  - 東京地社会人チャンピオンシップ2次戦 2試合0得点
  - 東京都サッカートーナメント社会人代表決定戦 1試合0得点
  - 全国社会人サッカー選手権大会・関東予選 1試合0得点
  - KSL市原ATHLETAカップ 4試合0得点

| 国際大会個人成績 | 国際大会個人成績 | 国際大会個人成績 | 国際大会個人成績 | 国際大会個人成績 |
| 年度             | クラブ           | 背番号           | 出場             | 得点             |
| AFC              | AFC              | AFC              | ACL              | ACL              |
| ---------------- | ---------------- | ---------------- | ---------------- | ---------------- |
| 2012             | G大阪            | 15               | 5                | 0                |
| 2015             | G大阪            | 15               | 8                | 0                |
| 2016             | G大阪            | 15               | 5                | 1                |
| 2017             | G大阪            | 15               | 3                | 1                |
| 通算             | AFC              | AFC              | 21               | 2                |

その他の国際公式戦
- 2010年
  - スルガ銀行チャンピオンシップ 1試合0得点
- 2015年
  - スルガ銀行チャンピオンシップ 1試合0得点
- 2017年
  - AFCチャンピオンズリーグ・プレーオフ 1試合0得点

出場歴
- 公式戦初出場 - 2001年4月4日 ヤマザキナビスコカップ1回戦第1戦 vs大分トリニータ（大分市営陸上競技場）
- Jリーグ初出場 - 2001年4月7日 J1.1st第4節 vs東京ヴェルディ1969（室蘭陸上競技場）
- 公式戦初得点 - 2001年12月9日 天皇杯3回戦 vs川崎フロンターレ（富山県総合運動公園陸上競技場）
- Jリーグ初得点 - 2003年4月19日 J2第7節 vsヴァンフォーレ甲府（小瀬陸上競技場）

## タイトル

### クラブ
FC東京
- Jリーグ ディビジョン2：1回（2011年）
- Jリーグヤマザキナビスコカップ：2回（2004年、2009年）
- 天皇杯：1回（2011年）
- スルガ銀行チャンピオンシップ：1回（2010年）

ガンバ大阪
- Jリーグ ディビジョン1：1回（2014年）
- Jリーグ ディビジョン2：1回（2013年）
- Jリーグヤマザキナビスコカップ：1回（2014年）
- 天皇杯：2回（2014年、2015年）
- ゼロックススーパーカップ：1回（2015年）

ジュビロ磐田
- J2リーグ：1回（2021年）

南葛SC
- KSL市原ATHLETAカップ：1回（2024年）

### 代表
U-20日本代表
- ジャパンユースカップ：1回（2001年）

日本代表
- キリンカップサッカー：4回（2007年、2008年、2009年、2011年）
- AFCアジアカップ：1回（2011年）

### 個人
- 全国高等学校サッカー選手権大会優秀選手 （2000年）
- Jリーグ優秀選手賞：5回（2004年、2005年、2009年、2010年、2014年）
- J2 Most Exciting Player：1回（2011年）
- Jリーグ月間MVP：1回（2018年9月）

## 代表歴
- 国際Aマッチ初出場 - 2005年8月3日 東アジアサッカー選手権2005 vs中国代表（大田ワールドカップ競技場）
- 国際Aマッチ初得点 - 2011年11月11日 2014 FIFAワールドカップ・アジア3次予選 vsタジキスタン代表（パミール・スタジアム）
- 国際Aマッチ50試合出場 - 2011年9月2日 2014 FIFAワールドカップ・アジア3次予選 vs北朝鮮代表（埼玉スタジアム2002）

### 出場大会
- U-19日本代表
  - 2002年 - AFCユース選手権2002（準優勝）
- U-20日本代表
  - 2001年 - ジャパンユースカップ2001（優勝）
  - 2003年 - 2003 FIFAワールドユース選手権（ベスト8）
- U-23日本代表
  - 2004年 - アテネオリンピック（グループリーグ敗退）
- 日本代表
  - 2005年 - 東アジアサッカー選手権2005（2位）、2006 FIFAワールドカップ・アジア予選
  - 2006年 - AFCアジアカップ2007 (予選)
  - 2007年 - AFCアジアカップ2007（4位）
  - 2008年 - 東アジアサッカー選手権2008（2位）、2010 FIFAワールドカップ・アジア予選
  - 2009年 - ワールドカップ・アジア最終予選、AFCアジアカップ2011 (予選)
  - 2010年 - 東アジアサッカー選手権2010（3位）、アジアカップ予選、2010 FIFAワールドカップ（ベスト16）
  - 2011年 - AFCアジアカップ2011（優勝）、2014 FIFAワールドカップ・アジア予選
  - 2013年 - FIFAコンフェデレーションズカップ2013（グループリーグ敗退）
  - 2014年 - 2014 FIFAワールドカップ（グループリーグ敗退）
  - 2015年 - AFCアジアカップ2015
  - 2017年 - 2018 FIFAワールドカップ・アジア3次予選、EAFF E-1フットボールチャンピオンシップ2017

### 試合数
- 国際Aマッチ 93試合 4得点（2005年 - 2017年）[4]

| 日本代表 | 国際Aマッチ | 国際Aマッチ |
| 年       | 出場        | 得点        |
| -------- | ----------- | ----------- |
| 2005     | 3           | 0           |
| 2006     | 3           | 0           |
| 2007     | 8           | 0           |
| 2008     | 12          | 0           |
| 2009     | 7           | 0           |
| 2010     | 7           | 0           |
| 2011     | 15          | 1           |
| 2012     | 8           | 0           |
| 2013     | 15          | 0           |
| 2014     | 6           | 1           |
| 2015     | 3           | 0           |
| 2017     | 6           | 2           |
| 通算     | 93          | 4           |

### 出場
| No. | 開催日         | 開催都市           | スタジアム                                     | 対戦相手                 | 結果         | 監督                       | 大会                                   |
| --- | -------------- | ------------------ | ---------------------------------------------- | ------------------------ | ------------ | -------------------------- | -------------------------------------- |
| 1.  | 2005年08月03日 | 大田広域市         | 大田ワールドカップ競技場                       | 中華人民共和国           | △2-2         | ジーコ                     | 東アジアサッカー選手権2005             |
| 2.  | 2005年08月07日 | 大邱広域市         | 大邱ワールドカップ競技場                       | 韓国                     | ○1-0         | ジーコ                     | 東アジアサッカー選手権2005             |
| 3.  | 2005年08月17日 | 神奈川県           | 横浜国際総合競技場                             | イラン                   | ○2-1         | ジーコ                     | 2006 FIFAワールドカップ・アジア2次予選 |
| 4.  | 2006年10月04日 | 神奈川県           | 横浜国際総合競技場                             | ガーナ                   | ●0-1         | イビチャ・オシム           | キリンチャレンジカップ2006             |
| 5.  | 2006年10月11日 | バンガロール       | バンガロール・スタジアム                       | インド                   | ○3-0         | イビチャ・オシム           | AFCアジアカップ2007・最終予選          |
| 6.  | 2006年11月15日 | 北海道             | 札幌ドーム                                     | サウジアラビア           | ○3-1         | イビチャ・オシム           | AFCアジアカップ2007・最終予選          |
| 7.  | 2007年06月01日 | 静岡県             | 静岡県小笠山総合運動公園スタジアム             | モンテネグロ             | ○2-0         | イビチャ・オシム           | キリンカップサッカー2007               |
| 8.  | 2007年06月05日 | 埼玉県             | 埼玉スタジアム2002                             | コロンビア               | △0-0         | イビチャ・オシム           | キリンカップサッカー2007               |
| 9.  | 2007年07月09日 | ハノイ             | ミーディン国立競技場                           | カタール                 | △1-1         | イビチャ・オシム           | AFCアジアカップ2007                    |
| 10. | 2007年07月13日 | ハノイ             | ミーディン国立競技場                           | アラブ首長国連邦         | ○3-1         | イビチャ・オシム           | AFCアジアカップ2007                    |
| 11. | 2007年07月21日 | ハノイ             | ミーディン国立競技場                           | オーストラリア           | △1-1 (PK4-3) | イビチャ・オシム           | AFCアジアカップ2007                    |
| 12. | 2007年08月22日 | 大分県             | 大分スポーツ公園総合競技場                     | カメルーン               | ○2-0         | イビチャ・オシム           | キリンチャレンジカップ2007             |
| 13. | 2007年09月07日 | クラーゲンフルト   | ヴェルターゼー・シュターディオン               | オーストリア             | △0-0 (PK3-4) | イビチャ・オシム           | 3大陸トーナメント                      |
| 14. | 2007年10月17日 | 大阪府             | 長居陸上競技場                                 | エジプト                 | ○4-1         | イビチャ・オシム           | アジア・アフリカチャレンジカップ2007   |
| 15. | 2008年01月30日 | 東京都             | 国立霞ヶ丘競技場陸上競技場                     | ボスニア・ヘルツェゴビナ | ○3-0         | 岡田武史                   | キリンチャレンジカップ2008             |
| 16. | 2008年02月20日 | 重慶市             | 重慶奥林匹克体育中心                           | 中華人民共和国           | ○1-0         | 岡田武史                   | 東アジアサッカー選手権2008             |
| 17. | 2008年02月23日 | 重慶市             | 重慶奥林匹克体育中心                           | 韓国                     | △1-1         | 岡田武史                   | 東アジアサッカー選手権2008             |
| 18. | 2008年03月26日 | マナーマ           | バーレーン・ナショナル・スタジアム             | バーレーン               | ●0-1         | 岡田武史                   | 2010 FIFAワールドカップ・アジア3次予選 |
| 19. | 2008年05月24日 | 愛知県             | 豊田スタジアム                                 | コートジボワール         | ○1-0         | 岡田武史                   | キリンカップサッカー2008               |
| 20. | 2008年05月27日 | 埼玉県             | 埼玉スタジアム2002                             | パラグアイ               | △0-0         | 岡田武史                   | キリンカップサッカー2008               |
| 21. | 2008年06月02日 | 神奈川県           | 横浜国際総合競技場                             | オマーン                 | ○3-0         | 岡田武史                   | 2010 FIFAワールドカップ・アジア3次予選 |
| 22. | 2008年06月07日 | マスカット         | ロイヤル・オマーン・ポリス・スタジアム         | オマーン                 | △1-1         | 岡田武史                   | 2010 FIFAワールドカップ・アジア3次予選 |
| 23. | 2008年06月14日 | バンコク           | ラジャマンガラ競技場                           | タイ                     | ○3-0         | 岡田武史                   | 2010 FIFAワールドカップ・アジア3次予選 |
| 24. | 2008年06月22日 | 埼玉県             | 埼玉スタジアム2002                             | バーレーン               | ○1-0         | 岡田武史                   | 2010 FIFAワールドカップ・アジア3次予選 |
| 25. | 2008年09月06日 | マナーマ           | バーレーン・ナショナル・スタジアム             | バーレーン               | ○3-2         | 岡田武史                   | 2010 FIFAワールドカップ・アジア4次予選 |
| 26. | 2008年11月13日 | 兵庫県             | 御崎公園球技場                                 | シリア                   | ○3-1         | 岡田武史                   | キリンチャレンジカップ2008             |
| 27. | 2009年02月04日 | 東京都             | 国立霞ヶ丘競技場陸上競技場                     | フィンランド             | ○5-1         | 岡田武史                   | キリンチャレンジカップ2009             |
| 28. | 2009年05月27日 | 大阪府             | 長居陸上競技場                                 | チリ                     | ○4-0         | 岡田武史                   | キリンカップサッカー2009               |
| 29. | 2009年06月10日 | 神奈川県           | 横浜国際総合競技場                             | カタール                 | △1-1         | 大木武（代行）             | 2010 FIFAワールドカップ・アジア4次予選 |
| 30. | 2009年06月17日 | メルボルン         | メルボルン・クリケット・グラウンド             | オーストラリア           | ●1-2         | 岡田武史                   | 2010 FIFAワールドカップ・アジア4次予選 |
| 31. | 2009年10月10日 | 神奈川県           | 横浜国際総合競技場                             | スコットランド           | ○2-0         | 岡田武史                   | キリンチャレンジカップ2009             |
| 32. | 2009年10月14日 | 宮城県             | 宮城スタジアム                                 | トーゴ                   | ○5-0         | 岡田武史                   | キリンチャレンジカップ2009             |
| 33. | 2009年11月14日 | ポート・エリザベス | ネルソン・マンデラ・ベイ・スタジアム           | 南アフリカ共和国         | △0-0         | 岡田武史                   | 国際親善試合                           |
| 34. | 2010年02月11日 | 東京都             | 国立霞ヶ丘競技場陸上競技場                     | 香港                     | ○3-0         | 岡田武史                   | 東アジアサッカー選手権2010             |
| 35. | 2010年05月24日 | 埼玉県             | 埼玉スタジアム2002                             | 韓国                     | ●0-2         | 岡田武史                   | キリンチャレンジカップ2010             |
| 36. | 2010年05月30日 | グラーツ           | UPCアレーナ                                    | イングランド             | ●1-2         | 岡田武史                   | 国際親善試合                           |
| 37. | 2010年06月04日 | シオン             | スタッド・ドゥ・トゥールビヨン                 | コートジボワール         | ●0-2         | 岡田武史                   | 国際親善試合                           |
| 38. | 2010年06月24日 | ルステンブルク     | ロイヤル・バフォケン・スタジアム               | デンマーク               | ○3-1         | 岡田武史                   | 2010 FIFAワールドカップ                |
| 39. | 2010年10月08日 | 埼玉県             | 埼玉スタジアム2002                             | アルゼンチン             | ○1-0         | アルベルト・ザッケローニ   | キリンチャレンジカップ2010             |
| 40. | 2010年10月12日 | ソウル特別市       | ソウルワールドカップ競技場                     | 韓国                     | △0-0         | アルベルト・ザッケローニ   | 国際親善試合                           |
| 41. | 2011年01月09日 | ドーハ             | カタールSCスタジアム                           | ヨルダン                 | △1-1         | アルベルト・ザッケローニ   | AFCアジアカップ2011                    |
| 42. | 2011年01月13日 | ドーハ             | カタールSCスタジアム                           | シリア                   | ○2-1         | アルベルト・ザッケローニ   | AFCアジアカップ2011                    |
| 43. | 2011年01月17日 | ライヤーン         | アフメド・ビン＝アリー・スタジアム             | サウジアラビア           | ○5-0         | アルベルト・ザッケローニ   | AFCアジアカップ2011                    |
| 44. | 2011年01月21日 | ドーハ             | アル・ガラファ・スタジアム                     | カタール                 | ○3-2         | アルベルト・ザッケローニ   | AFCアジアカップ2011                    |
| 45. | 2011年01月25日 | ドーハ             | アル・ガラファ・スタジアム                     | 韓国                     | △2-2 (PK3-0) | アルベルト・ザッケローニ   | AFCアジアカップ2011                    |
| 46. | 2011年01月29日 | ライヤーン         | ハリーファ国際スタジアム                       | オーストラリア           | ○1-0(延長)   | アルベルト・ザッケローニ   | AFCアジアカップ2011                    |
| 47. | 2011年06月01日 | 新潟県             | 新潟スタジアム                                 | ペルー                   | △0-0         | アルベルト・ザッケローニ   | キリンカップサッカー2011               |
| 48. | 2011年06月07日 | 神奈川県           | 横浜国際総合競技場                             | チェコ                   | △0-0         | アルベルト・ザッケローニ   | キリンカップサッカー2011               |
| 49. | 2011年08月10日 | 北海道             | 札幌ドーム                                     | 韓国                     | ○3-0         | アルベルト・ザッケローニ   | キリンチャレンジカップ2011             |
| 50. | 2011年09月02日 | 埼玉県             | 埼玉スタジアム2002                             | 北朝鮮                   | ○1-0         | アルベルト・ザッケローニ   | 2014 FIFAワールドカップ・アジア3次予選 |
| 51. | 2011年09月06日 | タシケント         | パフタコール・マルカジイ・スタジアム           | ウズベキスタン           | △1-1         | アルベルト・ザッケローニ   | 2014 FIFAワールドカップ・アジア3次予選 |
| 52. | 2011年10月07日 | 兵庫県             | 御崎公園球技場                                 | ベトナム                 | ○1-0         | アルベルト・ザッケローニ   | キリンチャレンジカップ2011             |
| 53. | 2011年10月11日 | 大阪府             | 長居陸上競技場                                 | タジキスタン             | ○8-0         | アルベルト・ザッケローニ   | 2014 FIFAワールドカップ・アジア3次予選 |
| 54. | 2011年11月11日 | ドゥシャンベ       | パミール・スタジアム                           | タジキスタン             | ○4-0         | アルベルト・ザッケローニ   | 2014 FIFAワールドカップ・アジア3次予選 |
| 55. | 2011年11月15日 | 平壌市             | 金日成競技場                                   | 北朝鮮                   | ●0-1         | アルベルト・ザッケローニ   | 2014 FIFAワールドカップ・アジア3次予選 |
| 56. | 2012年02月24日 | 大阪府             | 長居陸上競技場                                 | アイスランド             | ○3-1         | アルベルト・ザッケローニ   | キリンチャレンジカップ2012             |
| 57. | 2012年02月29日 | 愛知県             | 豊田スタジアム                                 | ウズベキスタン           | ●0-1         | アルベルト・ザッケローニ   | 2014 FIFAワールドカップ・アジア3次予選 |
| 58. | 2012年06月03日 | 埼玉県             | 埼玉スタジアム2002                             | オマーン                 | ○3-0         | アルベルト・ザッケローニ   | 2014 FIFAワールドカップ・アジア4次予選 |
| 59. | 2012年06月08日 | 埼玉県             | 埼玉スタジアム2002                             | ヨルダン                 | ○6-0         | アルベルト・ザッケローニ   | 2014 FIFAワールドカップ・アジア4次予選 |
| 60. | 2012年06月12日 | ブリスベン         | ブリスベン・スタジアム                         | オーストラリア           | △1-1         | アルベルト・ザッケローニ   | 2014 FIFAワールドカップ・アジア4次予選 |
| 61. | 2012年10月12日 | サンドニ           | スタッド・ド・フランス                         | フランス                 | ○1-0         | アルベルト・ザッケローニ   | 国際親善試合                           |
| 62. | 2012年10月16日 | ヴロツワフ         | ヴロツワフ市立競技場                           | ブラジル                 | ●0-4         | アルベルト・ザッケローニ   | 国際親善試合                           |
| 63. | 2012年11月14日 | マスカット         | スルタン・カーブース・スポーツ・コンプレックス | オマーン                 | ○2-1         | アルベルト・ザッケローニ   | 2014 FIFAワールドカップ・アジア4次予選 |
| 64. | 2013年02月06日 | 兵庫県             | 御崎公園球技場                                 | ラトビア                 | ○3-0         | アルベルト・ザッケローニ   | キリンチャレンジカップ2013             |
| 65. | 2013年03月26日 | アンマン           | アンマン国際スタジアム                         | ヨルダン                 | ●1-2         | アルベルト・ザッケローニ   | 2014 FIFAワールドカップ・アジア4次予選 |
| 66. | 2013年05月30日 | 愛知県             | 豊田スタジアム                                 | ブルガリア               | ●0-2         | アルベルト・ザッケローニ   | キリンチャレンジカップ                 |
| 67. | 2013年06月04日 | 埼玉県             | 埼玉スタジアム2002                             | オーストラリア           | △1-1         | アルベルト・ザッケローニ   | 2014 FIFAワールドカップ・アジア4次予選 |
| 68. | 2013年06月11日 | ドーハ             | グランド・ハマド・スタジアム                   | イラク                   | ○1-0         | アルベルト・ザッケローニ   | 2014 FIFAワールドカップ・アジア4次予選 |
| 69. | 2013年06月15日 | ブラジリア         | エスタジオ・ナシオナル・デ・ブラジリア         | ブラジル                 | ●0-3         | アルベルト・ザッケローニ   | FIFAコンフェデレーションズカップ2013   |
| 70. | 2013年06月19日 | レシフェ           | アレナ・ペルナンブーコ                         | イタリア                 | ●3-4         | アルベルト・ザッケローニ   | FIFAコンフェデレーションズカップ2013   |
| 71. | 2013年06月22日 | ベロオリゾンテ     | ミネイロン                                     | メキシコ                 | ●1-2         | アルベルト・ザッケローニ   | FIFAコンフェデレーションズカップ2013   |
| 72. | 2013年08月14日 | 宮城県             | 宮城スタジアム                                 | ウルグアイ               | ●2-4         | アルベルト・ザッケローニ   | キリンチャレンジカップ2013             |
| 73. | 2013年09月06日 | 大阪府             | 長居陸上競技場                                 | グアテマラ               | ○3-0         | アルベルト・ザッケローニ   | キリンチャレンジカップ2013             |
| 74. | 2013年09月10日 | 神奈川県           | 横浜国際総合競技場                             | ガーナ                   | ○3-1         | アルベルト・ザッケローニ   | キリンチャレンジカップ2013             |
| 75. | 2013年10月11日 | ノビサド           | スタディオン・カラジョルジェ                   | セルビア                 | ●0-2         | アルベルト・ザッケローニ   | 国際親善試合                           |
| 76. | 2013年10月15日 | ミンスク           | トルペド・スタジアム                           | ベラルーシ               | ●0-1         | アルベルト・ザッケローニ   | 国際親善試合                           |
| 77. | 2013年11月16日 | ヘンク             | クリスタル・アレナ                             | オランダ                 | △2-2         | アルベルト・ザッケローニ   | 国際親善試合                           |
| 78. | 2013年11月19日 | ブリュッセル       | ボードゥアン国王競技場                         | ベルギー                 | ○3-2         | アルベルト・ザッケローニ   | 国際親善試合                           |
| 79. | 2014年05月27日 | 埼玉県             | 埼玉スタジアム2002                             | キプロス                 | ○1-0         | アルベルト・ザッケローニ   | キリンチャレンジカップ2014             |
| 80. | 2014年06月02日 | タンパ             | レイモンド・ジェームス・スタジアム             | コスタリカ               | ○3-1         | アルベルト・ザッケローニ   | 国際親善試合                           |
| 81. | 2014年06月06日 | タンパ             | レイモンド・ジェームス・スタジアム             | ザンビア                 | ○4-3         | アルベルト・ザッケローニ   | 国際親善試合                           |
| 82. | 2014年06月19日 | ナタール           | アレーナ・ダス・ドゥーナス                     | ギリシャ                 | △0-0         | アルベルト・ザッケローニ   | 2014 FIFAワールドカップ                |
| 83. | 2014年06月24日 | クイアバ           | アレーナ・パンタナール                         | コロンビア               | ●1-4         | アルベルト・ザッケローニ   | 2014 FIFAワールドカップ                |
| 84. | 2014年11月18日 | 大阪府             | 長居陸上競技場                                 | オーストラリア           | ○2-1         | ハビエル・アギーレ         | キリンチャレンジカップ                 |
| 85. | 2015年01月16日 | ブリスベン         | ブリスベン・スタジアム                         | イラク                   | ○1-0         | ハビエル・アギーレ         | AFCアジアカップ2015                    |
| 86. | 2015年03月27日 | 大分県             | 大分スポーツ公園総合競技場                     | チュニジア               | ○2-0         | ヴァイッド・ハリルホジッチ | キリンチャレンジカップ2015             |
| 87. | 2015年03月31日 | 東京都             | 東京スタジアム                                 | ウズベキスタン           | ○5-1         | ヴァイッド・ハリルホジッチ | JALチャレンジカップ2015                |
| 88. | 2017年03月23日 | アル・アイン       | ハッザーア・ビン・ザーイド・スタジアム         | アラブ首長国連邦         | ○2-0         | ヴァイッド・ハリルホジッチ | 2018 FIFAワールドカップ・アジア3次予選 |
| 89. | 2017年06月07日 | 東京都             | 東京スタジアム                                 | シリア                   | △1-1         | ヴァイッド・ハリルホジッチ | 国際親善試合                           |
| 90. | 2017年06月13日 | テヘラン           | シャヒード・ダストゲルディ・スタジアム         | イラク                   | △1-1         | ヴァイッド・ハリルホジッチ | 2018 FIFAワールドカップ・アジア3次予選 |
| 91. | 2017年12月09日 | 東京都             | 味の素スタジアム                               | 北朝鮮                   | ○1-0         | ヴァイッド・ハリルホジッチ | EAFF E-1サッカー選手権2017             |
| 92. | 2017年12月12日 | 東京都             | 味の素スタジアム                               | 中華人民共和国           | ○2-1         | ヴァイッド・ハリルホジッチ | EAFF E-1サッカー選手権2017             |
| 93. | 2017年12月16日 | 東京都             | 味の素スタジアム                               | 韓国                     | ●1-4         | ヴァイッド・ハリルホジッチ | EAFF E-1サッカー選手権2017             |

### ゴール
| #  | 開催年月日     | 開催地       | スタジアム                             | 対戦国           | 勝敗 | 試合概要                               |
| -- | -------------- | ------------ | -------------------------------------- | ---------------- | ---- | -------------------------------------- |
| 1. | 2011年11月11日 | ドゥシャンベ | パミール・スタジアム                   | タジキスタン     | ○4-0 | 2014 FIFAワールドカップ・アジア3次予選 |
| 2. | 2014年11月18日 | 大阪         | 大阪長居スタジアム                     | オーストラリア   | ○2-1 | キリンチャレンジカップ2014             |
| 3. | 2017年3月23日  | アル・アイン | ハッザーア・ビン・ザーイド・スタジアム | アラブ首長国連邦 | ○2-0 | 2018 FIFAワールドカップ・アジア3次予選 |
| 4. | 2017年6月7日   | 調布         | 東京スタジアム                         | シリア           | △1-1 | キリンチャレンジカップ2017             |

## 出演

### 映画
- 名探偵コナン 11人目のストライカー（2012年） - 本人役[95]

### テレビ
- テレビスポーツ教室 サッカー（4）（2014年5月25日、NHK Eテレ） - 講師

### PV
- 大友康平 - 『ff (フォルティシモ) 〜We Are The東北〜』（2011年）
- フレンチ・キス - 『君なら大丈夫』（2011年）

## 書籍
- 『観察眼』角川書店、2012年1月。ISBN 978-4041101100。※遠藤保仁との共著
- 『道を拓く力―自分をマネジメントするイメージ』日本経済新聞、2013年1月。ISBN 978-4532168599。